# Zelandotipula perlongistyla
Zelandotipula perlongistyla is een tweevleugelige uit de familie langpootmuggen (Tipulidae). De soort komt voor in het Neotropisch gebied.